# Parapirga
Parapirga este un gen de molii din familia Lymantriinae.